# Romança per a violí núm. 1 (Beethoven)
La Romança per a violí i orquestra núm. 1, en sol major, op. 40 és una composició per a violí i orquestra de Ludwig van Beethoven. És la primera de les dues romances per a violí i orquestra que es va publicar (1803) tot i que la va compondre més tard.